# 16587 Nagamori
16587 Nagamori è un asteroide della fascia principale. Scoperto nel 1992, presenta un'orbita caratterizzata da un semiasse maggiore pari a 2,5684759 UA e da un'eccentricità di 0,2798325, inclinata di 12,85627° rispetto all'eclittica.